# Konstantinovo (Varna)
Konstantinovo (Bulgaars: Константиново) is een dorp in de Bulgaarse oblast Varna. Op 31 december 2019 telde het dorp 1.183 inwoners. Het dorp ligt 11 km ten zuidwesten van Varna en 366 km ten noordoosten van Sofia.

## Bevolking
De telling van 1934 registreerde 1.421 inwoners. Dit aantal bereikte groeide langzaam tot 1.544 personen in 1956. In de periode 1956 en 1992 nam de bevolking langzaam maar geleidelijk af. Tussen 1992 en 2011 was echter weer sprake van een bevolkingstoename (zie: onderstaand grafiek). Op 31 december 2019 werden er 1.484 inwoners geteld. Van de 1.570 inwoners reageerden er 1.398 op de optionele volkstelling van 2011. Zo’n 1.370 personen identificeerden zichzelf als etnische Bulgaren (98%).
Het dorp heeft een ongunstige leeftijdsopbouw. Van de 1.570 inwoners die in februari 2011 werden geregistreerd, waren er 213 jonger dan 15 jaar oud (14%), terwijl er 362 inwoners van 65 jaar of ouder werden geteld (23%).